# Mexicali
Mexicali är en ort och kommun i nordvästra Mexiko och är huvudstaden i delstaten Baja California. Den ligger vid gränsen till delstaten Kalifornien i USA och har lite mer än 700 000 invånare, med cirka 1 miljon invånare i hela kommunen. På andra sidan gränsen ligger Calexico. Mexicali grundades 14 mars 1903.

## Orter
Kommunen omfattar Mexicalis centralort samt flera andra mindre orter. De folkrikaste 2013 var:
1. Mexicali, 724 558 invånare
2. Santa Isabel, 34 697 invånare
3. Ciudad Guadalupe Victoria, 18 943 invånare
4. San Felipe, 18 232 invånare
5. Puebla, 17 955 invånare